# Plopatou
Plopatou, daarvoor Paulo Patou, beide pseudoniemen van Berthil Cornelis Alex Iwan Pauw [van Hanswijck] de Jonge (Groningen, 27 november 1938 – aldaar, 25 augustus 2017), was een Nederlands dichter, kunstschilder en fotograaf.

## Biografie
Plopatou werd in 1938 in de stad Groningen geboren als zoon van een jurist en een telg uit de familie Becherer, eigenaren van de Tiktak-koffie. Na wat omzwervingen keerde Plopatou terug naar Groningen en werd hij communist. Aldaar legde hij zich toe op de schilderkunst en werd leerling van de Ploegschilder Jan Gerrit Jordens. Zowel Jordens, die afscheid had genomen van De Ploeg, als Plopatou behoorden in het begin van de jaren zestig van de 20e eeuw tot de nieuwe Groninger schildersgroep Circle. Plopatou werd door zijn acties als provo een bekende Groninger. Hij was oprichter en voorman van de Internationale Partij voor Sex en Oproer waarmee hij in 1970 aan de Groninger gemeenteraadsverkiezingen meedeed en enige landelijke bekendheid verwierf. Hij behaalde echter geen raadszetel. Op latere leeftijd is hij kort betrokken geweest bij de LPF en werd uiteindelijk lid van de VVD.
Plopatou zou model hebben gestaan voor de figuur van 'Poux Partout' ('Overal luizen') in de roman Onder professoren uit 1975 van W.F. Hermans.
Na verloop van tijd transformeerde Plopatou van een langharige hippie in een dandy. Zo bleef hij tot aan zijn dood een verschijning in de stad Groningen. Plopatou overleed in 2017 op 78-jarige leeftijd.